# جورجي نيكولوف (لاعب كرة قدم)
جورجي نيكولوف هو لاعب كرة قدم بلغاري في مركز الدفاع، ولد في 5 يونيو 1983 في صوفيا في بلغاريا. لعب مع نادي بيروي ستارا زاغورا ونادي لوكوموتيف صوفيا.

## وصلات خارجية
- جورجي نيكولوف (لاعب كرة قدم) على موقع قاعدة بيانات كرة القدم.إي يو (الإنجليزية)
- جورجي نيكولوف (لاعب كرة قدم) على موقع Soccerway.com (الإنجليزية)